# Леополд Матиас Александер Якоб фон дер Шуленбург
Леополд Матиас Александер Якоб фон дер Шуленбург (на немски: Leopold Mathias Alexander Jakob Graf von der Schulenburg; * 18 май 1815 в Бодендорф; † 9 февруари 1902 в чифлик/дворец Бодендорф, Халденслебен, Саксония-Анхалт) е граф от клон „Бялата линия“ на род „фон дер Шуленбург“ от Алтенхаузен в Алтмарк в Саксония-Анхалт, господар на чифлик/дворец Бодендорф, част от Халденслебен, в Саксония-Анхалт.
Той е най-малкият син (от деветте деца) на граф Леополд фон дер Шуленбург (* 1769; † 31 октомври 1826) и съпругата му фрайин Мария Кристиана Ернестина Филипина д'Орвиле фон Льовенклау (* 1774 † 4 април 1826), дъщеря на фрайхер Йохан Филип д'Орвиле фон Льовенклау (1732 – 1815) и Фридерика Хенриета Амалия фон дер Шуленбург (1746 – 1785), дъщеря на граф Карл Кристиан Готфрид фон дер Шуленбург (1702 – 1779) и Анна Луиза фон Хюнербайн (1718 – 1752). Сестра му Йохана Александра Фридерика Луиза (1805 – 1865) е омъжена за първия ѝ братовчед граф Хайнрих Фердинанд фон дер Шуленбург (1804 – 1839), син на чичо им граф Август Карл Якоб фон дер Шуленбург (1764 – 1838) и Мария Луиза фон Клайст (1772 – 1827).
Господарите фон дер Шуленбург получават Бодендорф през 1485 г. и ок. 1530 г. построяват чифлик, и към края на 17 век Даниел Лудолф фон дер Шуленбург и Йохана Сузана фон Дизкау построяват господарската къща. Граф Леополд фон дер Шуленбург и съпругата му Мария род. фон Химен подаряват на източната страна на къщата цветен стъклен прозорец.
След национализацията през 1946 г. фамилията остава да живее в рицарското имение.

## Фамилия
Леополд Матиас Александер Якоб фон дер Шуленбург се жени за Мария Луиза Хенриета Каролина фон Химен (* 13 юни 1821, Хайн; † 24 февруари 1900, Бодендорф). Те имат шест деца:
- Леополд Карл Теодор Адолф Лудвиг Матиас Александер фон дер Шуленбург (* 15 септември 1841, Дюселдорф; † 14 февруари 1900, Бодендорф), женен за фрайин Мария Отилия Олга фон Шлихтинг (* 9 април 1850, Гурсчен; † 5 декември 1928, Бодендорф); имат 5 деца
- Карл Йохан Фридрих Лудвиг Ернст Макс фон дер Шуленбург (* 24 октомври 1842, Дюселдорф; † 6 март 1906, Хановер)
- Мария Луиза Хенриета Каролина Еренгард фон дер Шуленбург (* 5 август 1844, Дюселдорф; † 2 февруари 1933, Наумбург), омъжена за фрайхер Хайни фон Мюнххаузен (* 11 октомври 1835, Херенгосерщет; † 14 ноември 1901, Херенгосерщет)
- Ханс Константин Райхард Адолф Луис фон дер Шуленбург (* 2 септември 1845; † 22 януари 1902, Берлин)
- Илза Валерия Берхардина Аделхайеид Клара Каролина фон дер Шуленбург (* 9 юли 1853, Хауз Хайн; † 14 август 1920, Марбург), омъжена за фрайхер Карл фон Кнобелсдорф (* 4 юни 1839, Берлин; † 17 маер 1908, Марбург)
- Леония Луция Розалия Берта Матилда Каролина Ернестина фон дер Шуленбург (* 19 февруари 1858, Бодендорф; † 8 март 1947, Наумбург), омъжена за Ойген фон Рихтхофен (* 19 октомври 1846, Милич; † 22 януари 1919, Наумбург, Заале)